# Högmossestamfly
Högmossestamfly (Amphipoea lucens) är en fjärilsart som beskrevs av Freyer 1845. Högmossestamfly ingår i släktet Amphipoea och familjen nattflyn. Arten är reproducerande i Sverige. Inga underarter finns listade i Catalogue of Life.

## Bildgalleri

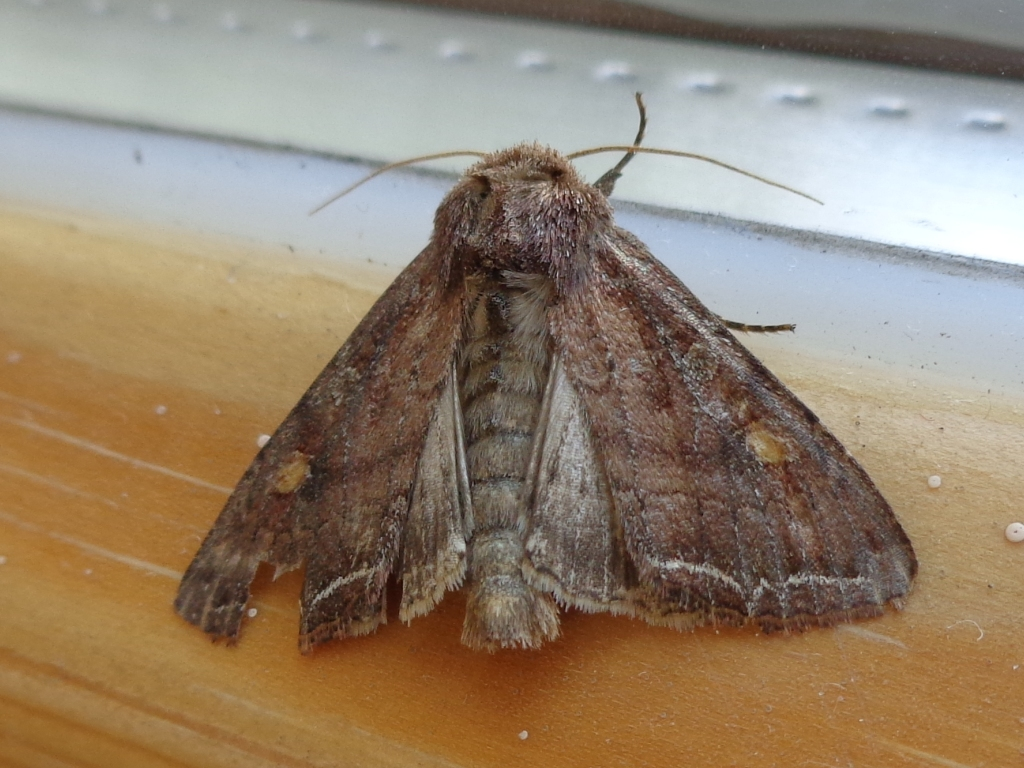
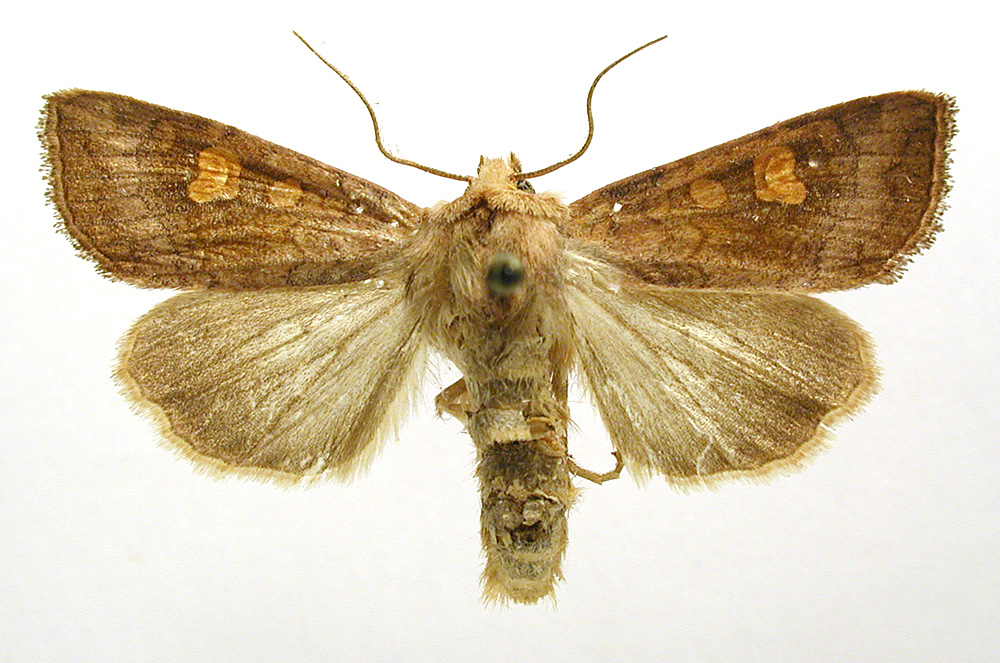
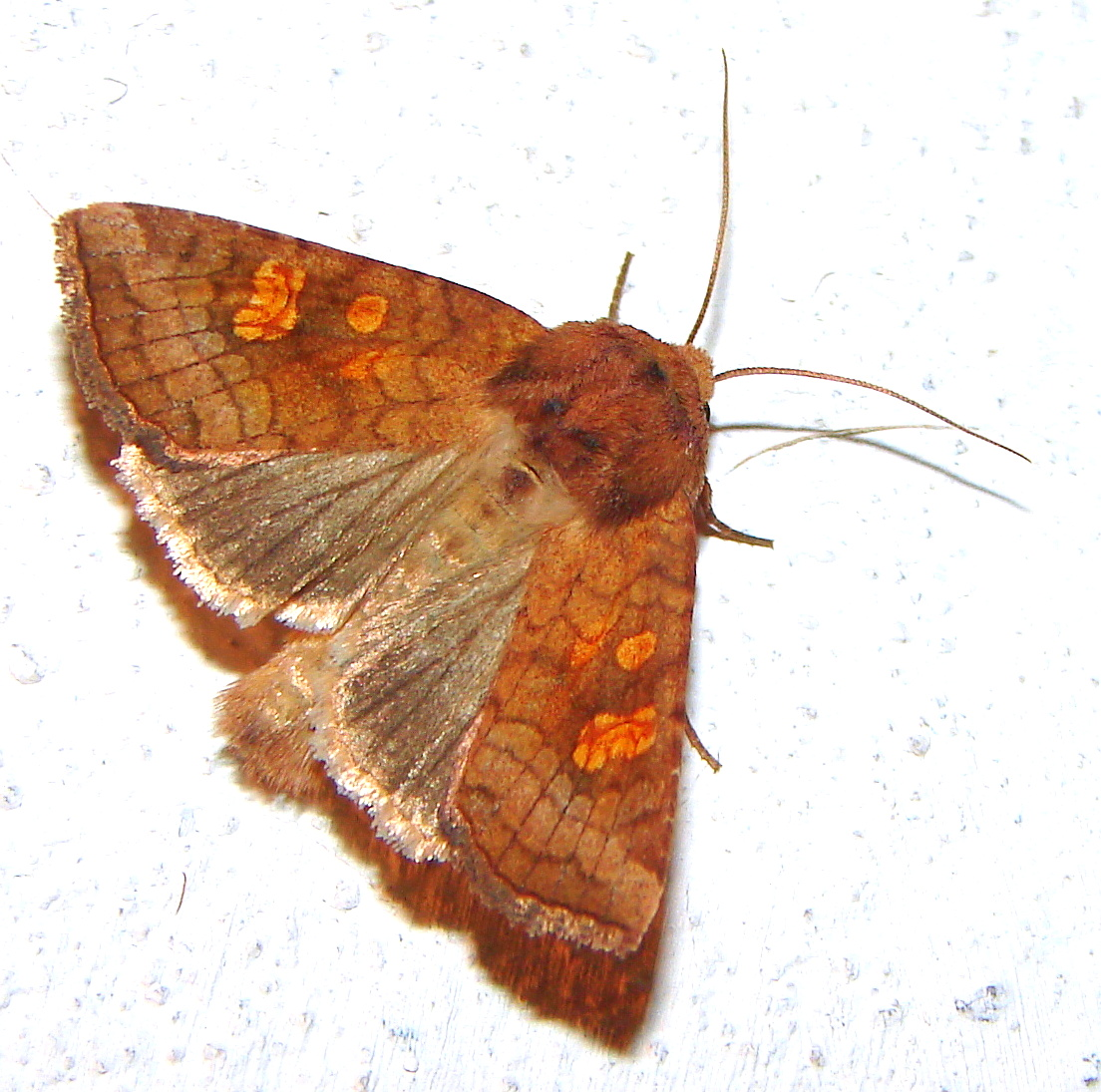